# Giuseppe Verk
Giuseppe Verk (Pola, 4 febbraio 1910 – ...) è stato un calciatore italiano, di ruolo centrocampista.

## Carriera
Nella stagione 1932-1933 fa parte della rosa del Nîmes, con cui prende parte all'edizione inaugurale del campionato francese di prima divisione, mettendovi a segno una rete in 5 partite giocate; l'anno seguente si trasferisce al Béziers, con cui realizza una rete in 3 presenze in seconda divisione. Dopo una stagione all'Agde, dal 1935 al 1937 gioca nuovamente in seconda divisione, al Bordeaux, con cui disputa complessivamente 14 partite.